# Fútbol masculino en los Mini Juegos del Pacífico 2017
El fútbol masculino fue uno de los eventos en los que se disputaron medallas en los Mini Juegos del Pacífico 2017.
Esta edición se realizó en Vanuatu, entre el 2 y el 15 de diciembre de 2017. Participaron seis equipos.

## Participantes
| Equipos participantes | Equipos participantes | Equipos participantes |
| --------------------- | --------------------- | --------------------- |
| Fiyi                  | Nueva Caledonia       | Tuvalu                |
| Islas Salomón         | Tonga                 | Vanuatu               |

## Clasificación
Los partidos fueron anunciados el 25 de noviembre de 2017, con un torneo de todos contra todos.
| Equipo          | PJ | PG | PE | PP | GF | GC | Dif. | Pts |
| --------------- | -- | -- | -- | -- | -- | -- | ---- | --- |
| Vanuatu         | 5  | 4  | 1  | 0  | 21 | 4  | +17  | 13  |
| Fiyi            | 5  | 3  | 2  | 0  | 17 | 2  | +15  | 11  |
| Islas Salomón   | 5  | 3  | 1  | 1  | 17 | 3  | +14  | 10  |
| Tuvalu          | 5  | 2  | 0  | 3  | 6  | 28 | −22  | 6   |
| Nueva Caledonia | 5  | 1  | 0  | 4  | 7  | 11 | −4   | 3   |
| Tonga           | 5  | 0  | 0  | 5  | 5  | 25 | −20  | 0   |

### Partidos
| Fecha                          | Lugar     |                 |                            | Resultado |                            |                 |
| ------------------------------ | --------- | --------------- | -------------------------- | --------- | -------------------------- | --------------- |
| 2 de diciembre de 2017, 9:00   | Port Vila | Fiyi            | Bandera de Fiyi            | 8:0       | Bandera de Tuvalu          | Tuvalu          |
| 2 de diciembre de 2017, 12:00  | Port Vila | Tonga           | Bandera de Tonga           | 0:8       | Bandera de Islas Salomón   | Islas Salomón   |
| 2 de diciembre de 2017, 15:00  | Port Vila | Nueva Caledonia | Bandera de Nueva Caledonia | 1:2       | Bandera de Vanuatu         | Vanuatu         |
| 5 de diciembre de 2017, 19:00  | Port Vila | Tuvalu          | Bandera de Tuvalu          | 2:1       | Bandera de Nueva Caledonia | Nueva Caledonia |
| 6 de diciembre de 2017, 16:00  | Port Vila | Islas Salomon   | Bandera de Islas Salomón   | 0:0       | Bandera de Fiyi            | Fiyi            |
| 6 de diciembre de 2017, 19:00  | Port Vila | Vanuatu         | Bandera de Vanuatu         | 5:0       | Bandera de Tonga           | Tonga           |
| 9 de diciembre de 2017, 9:00   | Port Vila | Tonga           | Bandera de Tonga           | 2:4       | Bandera de Nueva Caledonia | Nueva Caledonia |
| 9 de diciembre de 2017, 12:00  | Port Vila | Vanuatu         | Bandera de Vanuatu         | 1:1       | Bandera de Fiyi            | Fiyi            |
| 9 de diciembre de 2017, 15:00  | Port Vila | Islas Salomón   | Bandera de Islas Salomón   | 6:0       | Bandera de Tuvalu          | Tuvalu          |
| 12 de diciembre de 2017, 12:00 | Port Vila | Fiyi            | Bandera de Fiyi            | 4:0       | Bandera de Tonga           | Tonga           |
| 12 de diciembre de 2017, 15:00 | Port Vila | Tuvalu          | Bandera de Tuvalu          | 0:10      | Bandera de Vanuatu         | Vanuatu         |
| 12 de diciembre de 2017, 19:00 | Port Vila | Nueva Caledonia | Bandera de Nueva Caledonia | 0:1       | Bandera de Islas Salomón   | Islas Salomón   |
| 15 de diciembre de 2017, 9:00  | Port Vila | Tuvalu          | Bandera de Tuvalu          | 4:3       | Bandera de Tonga           | Tonga           |
| 15 de diciembre de 2017, 12:00 | Port Vila | Fiyi            | Bandera de Fiyi            | 4:1       | Bandera de Nueva Caledonia | Nueva Caledonia |
| 15 de diciembre de 2017, 15:00 | Port Vila | Islas Salomón   | Bandera de Islas Salomón   | 2:3       | Bandera de Vanuatu         | Vanuatu         |

| Bandera de Vanuatu |
| Campeón Vanuatu    |
| Primer título      |

## Goleadores
| Jugador              | Selección     | Goles |
| -------------------- | ------------- | ----- |
| Saula Waqa           | Fiyi          | 7     |
| Azariah Soromon      | Vanuatu       | 6     |
| Christopher Wasasala | Fiyi          | 5     |
| Kensi Tangis         | Vanuatu       | 5     |
| Tony Kaltack         | Vanuatu       | 5     |
| Adrian Mara          | Islas Salomón | 4     |
| Benjamin Totori      | Islas Salomón | 4     |